# Mihails Miholaps
Mihails Miholaps (* 24. srpna 1974, Kaliningrad, RSFSR, SSSR) je bývalý lotyšský fotbalový útočník a současný trenér. Šlo o velice potentního kanonýra, se Skonto FC vyhrál osmkrát Virslīgu a pětkrát lotyšský fotbalový pohár. Účastník EURA 2004 v Portugalsku.
21. července 1999 ve druhém zápase prvního předkola Ligy mistrů UEFA 1999/00 proti lucemburskému Jeunesse Esch se mu v dresu Skonto Riga povedl husarský kousek, nasázel soupeři celkem pět gólů a Skonto zvítězilo vysoko 8:0.

## Reprezentační kariéra
V A-mužstvu reprezentace Lotyšska debutoval 14. října 1998 v kvalifikačním zápase proti Slovinsku (prohra 0:1). Dostal se na hřiště v průběhu druhého poločasu.
Zúčastnil se EURA 2004 v Portugalsku, kde bylo Lotyšsko nalosováno do „skupiny smrti“ s Českou republikou, Německem a Nizozemskem a skončilo s jedním bodem za remízu s Německem na posledním čtvrtém místě. Miholaps nezasáhl ani do jednoho zápasu, byl náhradníkem.
Celkem odehrál za lotyšský národní tým v letech 1998–2005 32 zápasů a vstřelil dva góly.

### Reprezentační góly
Góly Mihailse Miholapse v A-mužstvu Lotyšska
| Gól | Datum       | Stadion                                    | Soupeř          | Skóre (min.) | Výsledek | Soutěž          |
| --- | ----------- | ------------------------------------------ | --------------- | ------------ | -------- | --------------- |
| 010 | 28. 2. 2001 | Rheinpark, Vaduz, Lichtenštejnsko          | Lichtenštejnsko | 00:10(63.)   | 0:2      | přátelský zápas |
| 02  | 12. 2. 2003 | Antalya Atatürk Stadyumu, Antalya, Turecko | Litva           | 02:10(58.)   | 2:1      | přátelský zápas |

## Trenérská kariéra
Po skončení hráčské kariéry se dal na dráhu trenérskou. Působil jako asistent i hlavní trenér lotyšského celku JFK Olimps. Od roku 2013 je asistentem trenéra ve Skontu Riga.